# Anthropologisch-soziologische Konferenzen
Die anthropologisch-soziologische Konferenzen waren drei wissenschaftliche Tagungen, die im Nachkriegsdeutschland auf Initiative von Leopold von Wiese von der Deutschen Gesellschaft für Soziologie (DGS) veranstaltet wurden. Sie fanden im September 1949 (in Mainz), im September 1951 (in Mainz) und im Oktober 1954 im Anschluss an den Soziologentag in Heidelberg statt. Ihr Ziel war der interdisziplinäre Austausch zwischen Forschern, wobei besonders auf die Zusammenarbeit von Soziologen und naturwissenschaftlichen Anthropologen abgehoben wurde. Damit wurde an ein Wissenschaftsverständnis aus der Zeit des Nationalsozialismus angeknüpft.

## Themen und Teilnehmer
Neben der vielfach geäußerten Angst vor einer „Vermassung“ der modernen Gesellschaft kam als Leitmotiv der Konferenzbeiträge immer wieder das Verhältnis von „Anlage“ und „Umwelt“ zur Sprache, das im Nationalsozialismus zugunsten des Faktors „Rasse“ entschieden worden war. So fragte Ilse Schwidetzky nach den Zusammenhängen von Bevölkerangsvermehrung und Intelligenz, nach der bevölkerungsbiologischen Bedeutung von „Mischungs- und Einvolkungsvorgängen“ sowie nach Gesetzen in den „Lebensabläufen von Völkern“. Insgesamt zeigte sich in vielen Vorträgen das Bemühen um eine biologische Fundierung von individuellen Charakterzügen und sozialen Strukturen. Irmgard Pinn und Michael Nebelung erkennen in ihrer Analyse der Tagungsbeiträge Verbindungslinien „bei der Suche nach Beziehungen zwischen Rasse und Seele“.
Zu den Referenten gehörten neben Ilse Schwidetzky die Soziologen Wilhelm Emil Mühlmann, Ludwig Heyde, Heinz Sauermann und Hans Freyer, die Anthropologen Friedrich Keiter, Otmar von Verschuer, der Rechtsphilosoph Carl August Emge und
der Philosoph und spätere ZDF-Intendant Karl Holzamer. Laut Pinn und Nebelung belegen die Referate „eine umfassende, alle politischen und gesellschaftlichen Umwälzungen ignorierende Kontinuität“, die meisten Teilnehmer seien schon als Wissenschaftler für das NS-Regimes tätig gewesen. Vor allem überrasche die Dominanz von Rassenanthropologen.
Zurückgekehrte Emigranten waren auf den Konferenzen nur spärlich vertreten, allein Max Horkheimer und Alexander Rüstow beteiligten sich an der Diskussion. Letzteren soll, so Carsten Klingemann, keinesfalls unterstellt werden, sie hätten durch ihre Teilnahme bewusst geholfen, bedenkliche Traditionen in der deutschen Nachkriegssoziologie zu konservieren. Dennoch mag er dem Resümee von Pinn und Nebelung nicht völlig widersprechen, in dem es heißt: „Nicht aufgrund fachinterner Kritik und Widerlegung, sondern offensichtlich mit der Emeritierung oder dem Tode ihrer Repräsentanten verschwanden Ideen, wie sie auf den anthropologisch-soziologischen Konferenzen vorgetragen und diskutiert wurden, aus der akademischen Soziologie.“